# Nero Bellum
Nero Bellum właśc. Marshall Goppert (ur. 20 sierpnia 1982) - wokalista, jeden z założycieli zespołu Psyclon Nine.